# Sociedade Esportiva Sidrolândia
Sociedade Esportiva Sidrolândia é um clube brasileiro de futebol da cidade de Sidrolândia, no estado de Mato Grosso do Sul. Foi fundado em 30 de janeiro de 2008, e disputa o Campeonato Sul-Mato-Grossense - Série B.

## Desempenho em competições

### Campeonato Sul-Matogrossense - 2ª Divisão
| Ano  | Posição |
| 2008 | 4º      |
| 2009 | Ausente |
| 2010 | 4º      |
| 2011 | 3º      |